# Trafikförvaltningen Göteborg–Dalarne–Gävle

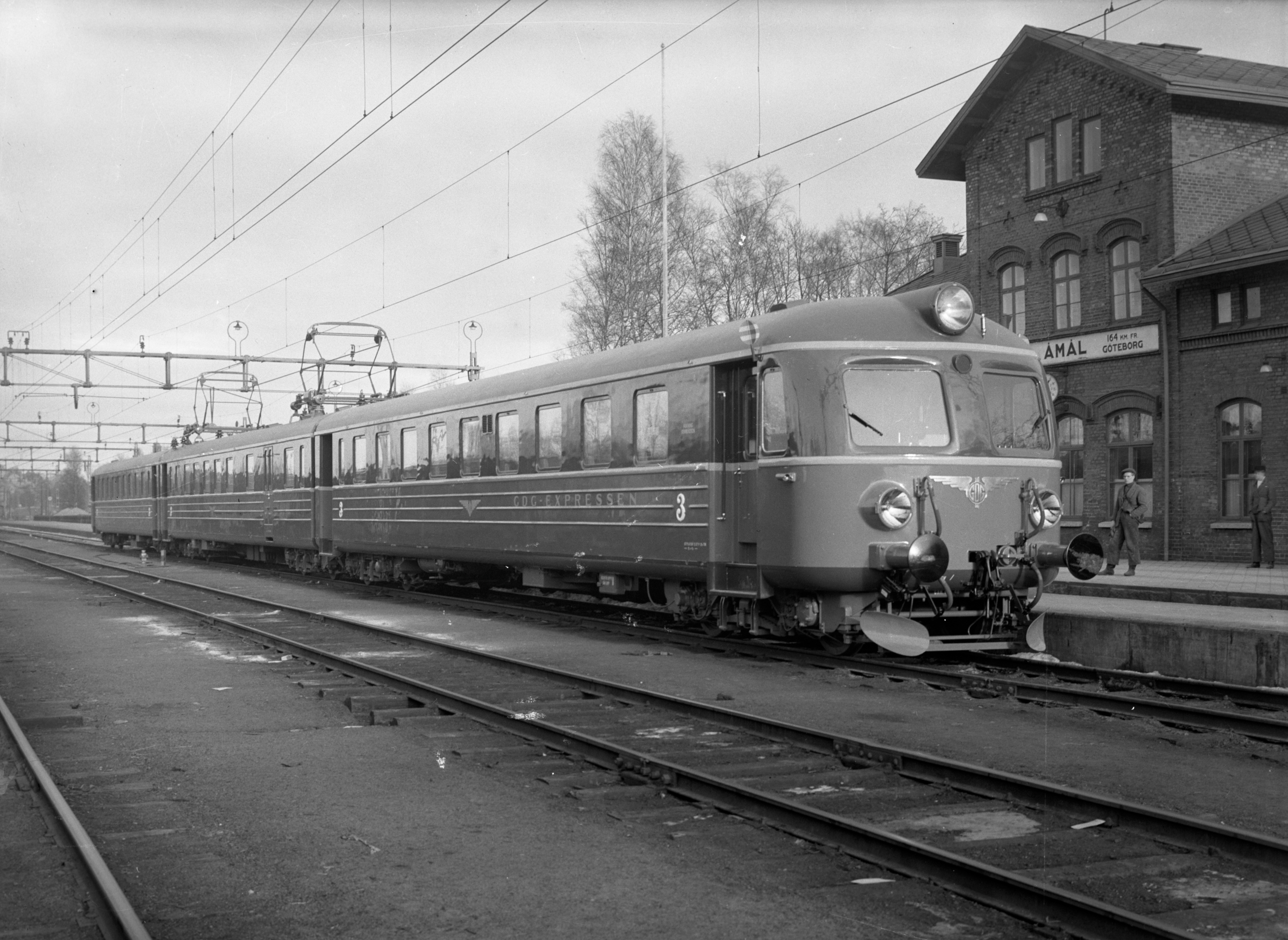
BJ XoA 425 som GDG-expressen i Åmål 1947.

Trafikförvaltningen Göteborg–Dalarne–Gävle (GDG) var en sammanslutning för drift och underhåll av järnvägs- och busstrafik. 1919 drog sig Stockholm–Västerås–Bergslagens Järnvägar (SWB) ur samarbetet inom den så kallade Trafikförvaltningen Göteborg–Stockholm–Gävle (GSG). De tre kvarvarande privatbanorna Bergslagernas Järnvägar (BJ), Gävle–Dala Järnväg (GDJ) och Södra Dalarnes Järnväg (SDJ) utvecklades då till Trafikförvaltningen Göteborg–Dalarna–Gävle.Bergslagernas Järnvägar hade ekonomiska intressen i Dalslands Järnväg, Dal–Västra Värmlands Järnväg, Kil–Fryksdalens järnväg, Lödöse–Lilla Edets Järnväg och Åmål–Årjängs Järnväg som samtliga anslöts till GDG.
1947 introducerade GDG det första svenska expresståget som trafikerade sträckan Göteborg C–Falun C–Gävle C under namnet GDG-expressen.
Trafikförvaltningen var verksam fram till 1947 när samtliga bolag som ingick i GDG köptes av staten och införlivades i Statens Järnvägar 1948.
GDG var Sveriges största enskilda järnvägsbolag och ett av de genom tiderna mest lönsamma. Bolagen i trafikförvaltningen var till en stor del ägda av Göteborgs respektive Gävle städer. Delar av järnvägarna ingår idag i Trafikverkets järnvägsnät.

## GDG Biltrafik AB

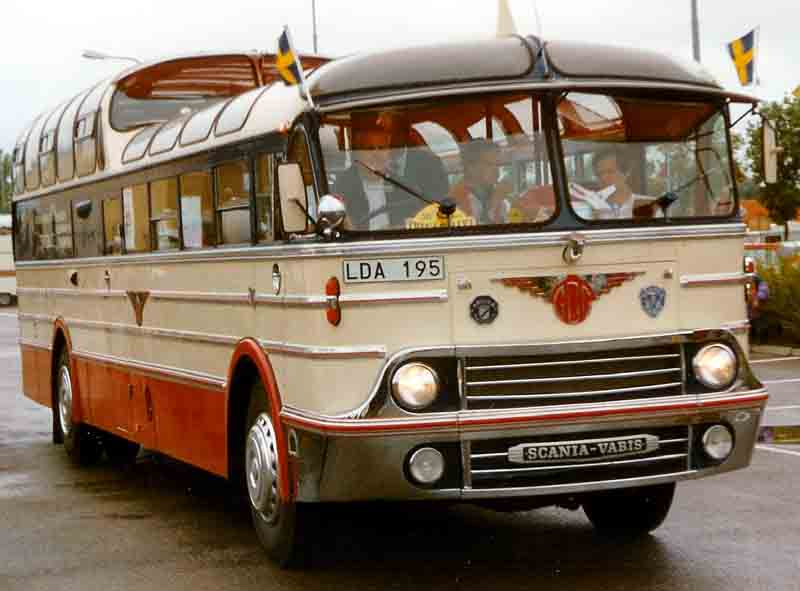
Turistbuss på Scania-Vabis B83-chassi, levererad 1953 till GDG Biltrafik AB

Medan järnvägen, efter förstatligandet, så småningom införlivades med Statens järnvägar (SJ) förblev busstrafiken ett dotterbolag till SJ, GDG Biltrafik AB. Under detta namn bedrevs SJ:s busstrafik i bland annat Värmland och Dalarna, samt längre veckoslutstrafik fram till 1991, då SJ samlade hela sin lokala busstrafik i Swebus. Den länsöverskridande veckoslutstrafiken i egen regi fortsatte under namnet Swebus Express.